# 伊托罗罗
伊托罗罗（葡萄牙語：Itororó）是巴西巴伊亚州的一个市镇。总面积330.72平方公里，总人口20082人，人口密度60.7人/平方公里。